# Arrows A22
Az Arrows A22 egy Formula–1-es versenyautó, amelyet az Arrows csapat tervezett és versenyeztetett a 2001-es Formula–1 világbajnokság során. Egyik pilótája a csapatnál második idényét kezdő Jos Verstappen volt. A másik versenyző Pedro de la Rosa lett volna, azonban a szezonkezdet előtt váratlanul megváltak tőle, és a Red Bull által támogatott újonc Enrique Bernoldi kapta meg az ülést.

## Áttekintés
Az autó az előző évi A21-es modell átdolgozott változata, a kasztnit tekintve legjelentősebb különbség az első felfüggesztés vonórudasról tolórudasra cserélése volt. Motorikus téren már más volt a helyzet. 2000 elején a Renault bejelentette, hogy visszatér a Formula–1-be, és első lépésként felvásárolta a Supertecet, amely ekkor történetesen az Arrowsnak is szállította a motorokat. Tartva attól, hogy rá lesznek kényszerülve egy drága motorpartneri szerződés megkötésére, Tom Walkinshaw aláírt egy szerződést az Asiatech-kel - ez a cég vásárolta fel a sportágból nemrég kivonult Peugeot motorjainak szabadalmi jogát és vállalta azok további gyártását és fejlesztését saját név alatt. A felek közt megköttetett szerződés kizárólagosságot és kedvező árat jelentett. Az első tesztek 2000 augusztusában kezdődtek, ekkor derült ki, hogy az új erőforrások gyengébbek, és kevésbé megbízhatóak; ekkoriban még egyetlen kör megtétele is nehéz volt.
A csapat úgy döntött, hogy az autók nagyon kis üzemanyagtartályt kapnak (ekkor engedélyezett volt a verseny közbeni tankolás). Ennek előnyeit főként Verstappen tudta kihasználni a futamok első szakaszában, aki az időmérőn kevésbé jeleskedett, mint Bernoldi, viszont a versenytempója jó volt. Mindennek ellenére a csapat egész idényben csak egyetlen pontot tudott gyűjteni, az osztrák nagydíjon. Malajziában Verstappen a második helyen is haladt az esős versenyen, ám éppen a kis üzemanyagtank miatt ki kellett állnia, és mire visszatért, már kikerült a pontszerzők közül. Emlékezetes volt még, amikor Brazíliában a versenyt vezető Juan Pablo Montoya és az éppen lekörözés alatt álló Verstappen összeütköztek, ami miatt mindketten kiestek, ami miatt 15 ezer dollárra büntették. Verstappen nem volt túl jó véleménnyel új csapattársáról sem: Bernoldit a valaha volt legrosszabb csapattársnak nevezte.
Hogy növeljék a leszorítóerőt az autó elején, egy különleges, magasba emelt első szárnyelemet próbáltak ki Monacóban, amit az FIA azonnal be is tiltott. Ez a futam arról is emlékezetes volt, hogy Bernoldi majdnem negyven körön keresztül tartotta maga mögött a sokkal gyorsabb autóval haladó McLarenes David Coulthardot, aki a verseny után nyilvánosan kritizálta őt és az Arrows csapatot is.
Az idény végére a szerény költségvetés és a tesztlehetőségek hiánya miatt a csapat formája hanyatlani kezdett, ráadásul több szponzoruk is otthagyta őket.

## Eredmények
| Év   | Csapat                 | Motor        | Gumik | Pilóták          | 1   | 2   | 3   | 4   | 5   | 6   | 7   | 8   | 9   | 10  | 11  | 12  | 13  | 14  | 15  | 16  | 17  | Pontok | Helyezés |
| ---- | ---------------------- | ------------ | ----- | ---------------- | --- | --- | --- | --- | --- | --- | --- | --- | --- | --- | --- | --- | --- | --- | --- | --- | --- | ------ | -------- |
| 2001 | Orange Arrows Asiatech | Asiatech 001 | B     |                  | AUS | MAL | BRA | SMR | ESP | AUT | MON | CAN | EUR | FRA | GBR | GER | HUN | BEL | ITA | USA | JPN | 1      | 10.      |
| 2001 | Orange Arrows Asiatech | Asiatech 001 | B     | Jos Verstappen   | 10  | 7   | KI  | KI  | 12  | 6   | 8   | 10  | KI  | 13  | 10  | 9   | 12  | 10  | KI  | KI  | 15  | 1      | 10.      |
| 2001 | Orange Arrows Asiatech | Asiatech 001 | B     | Enrique Bernoldi | KI  | KI  | KI  | 10  | KI  | KI  | 9   | KI  | KI  | KI  | 14  | 8   | KI  | 12  | KI  | 13  | 14  | 1      | 10.      |

## Forráshivatkozások
1. ↑  ESPN.com - Auto Racing - Bernoldi comes over from Sauber. www.espn.com. (Hozzáférés: 2024. október 31.)
2. ↑  The Atlas F1 2001 Teams Preview. atlasf1.autosport.com. (Hozzáférés: 2024. október 31.)
3. ↑  http://autoweek.com/news/a2124306/renault-buys-benetton-f1-team/
4. ↑  admin: Story of the unknown Arrows AMT A21 (nl-NL nyelven). UnracedF1.com, 2017. december 19. (Hozzáférés: 2024. október 31.)
5. ↑  Arrows A22 has short-lived debut. www.grandprix.com. (Hozzáférés: 2024. október 31.)
6. ↑  Arrows A22 - F1technical.net. www.f1technical.net. (Hozzáférés: 2024. október 31.)
7. ↑  6 Races Which Show Jos Verstappen Was Pretty Awesome Too. web.archive.org, 2020. július 27. (Hozzáférés: 2024. október 31.)
8. ↑  Verstappen fined $15,000 for Montoya incident. | F1 | Crash (angol nyelven). www.crash.net, 2001. április 2. (Hozzáférés: 2024. október 31.)
9. ↑  http://classic.autosport.com/news/report.php/id/15737
10. ↑  https://us.motorsport.com/f1/news/monacos-craziest-ever-tech-ideas-1041223/3101911/